# Arsam
Arsam (staroperzijsko  𐎠𐎼𐏁𐎠𐎶 Aršāma, perzijsko آرش,م, Arshām, grško Ἀρσάμης, Arsámes) je bil sin Ariamna in v ahemenidskem obdobju morda nekaj časa kralj Perzije, *  ni znano, † okoli 520 pr. n. št.
Ime Arsam pomeni »(tisti, ki) ima junaško moč«.
Če je bil kralj, je svoj prestol na miren način prepustil Kiru II. in mu obljubil zvestobo. Po tem dejanju se je zelo verjetno umaknil na svoje posesti v Perzepolis  v osrednji Perziji in do konca svojega dolgega življenja živel v miru, čeprav je imel kot »mali kralj velikega kalja« veliko uradnih dolžnosti. Na napisu, ki so ga odkrili baje v Hamadanu, se imenuje »kralj Perzije«. Nekateri strokovnjaki domnevajo, da je napis ponarejen. Drug dokaz njegovega vladanja je na Behistunskem napisu, na katerem ga njegov vnuk Darej I. uvršča med svoje prednike in osem kraljev, ki so vladali pred njim. 
Arsam je bil oče Histaspa, satrapa Partije, in Farnaka. Arsam je živel verjetno dovolj dolgo, da je doživel prihod svojega vnuka Dareja I. na prestol Perzijskega cesarstva. Arsam je bil v tistem času eden od najdlje živečih vladarjev na svetu, ki je verjetno doživel mnogo več kot devetdeset let.